# Tournoi féminin de water-polo aux Jeux européens de 2015
Cet article traite de l'épreuve masculine. Pour la compétition masculine, voir Tournoi masculin de water-polo aux Jeux européens de 2015.
Navigation
Jeux Européens 2019
Le tournoi féminin de water-polo aux Jeux européens de 2015 se tient à Bakou en Azerbaïdjan, du 12 juin au 21 juin 2015.
Cette compétition organisée par les Comités olympiques européens est considéré par la Ligue Européenne de Natation (LEN) comme les championnats d'Europe juniors. Les équipes de water-polo présentes à Bakou sont donc des sélections nationales U17 (moins de 17 ans). 

## Qualification
| Compétition                                     | Date                  | Lieu       | Nombre de places | Qualifiés                                    |
| ----------------------------------------------- | --------------------- | ---------- | ---------------- | -------------------------------------------- |
| Pays organisateur                               | –                     | –          | 1                | Azerbaïdjan                                  |
| Championnat d'Europe de water-polo junior 2013  | 1 au 8 septembre 2013 | Istanbul   | 6                | Grèce Espagne Pays-Bas Italie Hongrie Russie |
| Qualification aux Jeux Européens 2015 Tournoi A | 12 au 15 mars 2015    | Nice       | 2                | France Grande-Bretagne                       |
| Qualification aux Jeux Européens 2015 Tournoi B | 12 au 14 mars 2015    | Bratislava | 2                | Slovaquie Israël                             |
| Qualification aux Jeux Européens 2015 Tournoi C | 12 au 14 mars 2015    | Belgrade   | 2                | Allemagne Serbie                             |
| Total                                           |                       |            | 12               |                                              |

## Tour préliminaire[3]
Les équipes classées à la 1re place de leur groupe se qualifient automatiquement pour les ½ finale. Les équipes classées 2e et 3e joueront des matchs d'appui pour atteindre les ½ de finale. 

### Groupe A
| Rang | Équipe          | Pts | J | G | N | P | Bp | Bc | Diff |
| ---- | --------------- | --- | - | - | - | - | -- | -- | ---- |
| 1    | Grèce           | 12  | 5 | 4 | 0 | 1 | 78 | 29 | +49  |
| 2    | Pays-Bas        | 12  | 5 | 4 | 0 | 1 | 86 | 34 | +52  |
| 3    | Hongrie         | 12  | 5 | 4 | 0 | 1 | 80 | 35 | +45  |
| 4    | Allemagne       | 6   | 5 | 2 | 0 | 3 | 32 | 61 | -29  |
| 5    | Grande-Bretagne | 3   | 5 | 1 | 0 | 4 | 33 | 74 | -41  |
| 6    | Israël          | 0   | 5 | 0 | 0 | 5 | 18 | 94 | -76  |

|  | Qualifié pour le deuxième tour de la compétition                                                                   |
|  | Qualifié pour un match d'appui                                                                                     |
|  | Pts points ; G victoires ; N match nuls ; P défaites Bp buts marqués ; Bc buts encaissés ; Diff différence de buts |

### Groupe B
| Rang | Équipe    | Pts | J | G | N | P | Bp | Bc | Diff |
| ---- | --------- | --- | - | - | - | - | -- | -- | ---- |
| 1    | Russie    | 13  | 5 | 4 | 1 | 0 | 89 | 29 | +60  |
| 2    | Espagne   | 12  | 5 | 4 | 0 | 1 | 75 | 33 | +42  |
| 3    | Italie    | 10  | 5 | 3 | 1 | 1 | 76 | 37 | +39  |
| 4    | Slovaquie | 6   | 5 | 2 | 0 | 3 | 33 | 64 | -31  |
| 5    | France    | 3   | 5 | 1 | 0 | 4 | 27 | 83 | -56  |
| 6    | Serbie    | 0   | 5 | 0 | 0 | 5 | 26 | 80 | -54  |

|  | Qualifié pour le deuxième tour de la compétition                                                                   |
|  | Qualifié pour un match d'appui                                                                                     |
|  | Pts points ; G victoires ; N match nuls ; P défaites Bp buts marqués ; Bc buts encaissés ; Diff différence de buts |

## Phase finale[4]

### Phase principale
|  | Quarts-de-finale 17 juin 2015 | Quarts-de-finale 17 juin 2015 |          |                        | Demi-finales 18 juin 2015 | Demi-finales 18 juin 2015 |  |  | Finale 20 juin 2015 | Finale 20 juin 2015 |
|  | Quarts-de-finale 17 juin 2015 | Quarts-de-finale 17 juin 2015 |          |                        | Demi-finales 18 juin 2015 | Demi-finales 18 juin 2015 |  |  | Finale 20 juin 2015 | Finale 20 juin 2015 |
|  |                               |                               |          |                        |                           |                           |  |  |                     |                     |
|  |                               |                               |          |                        |                           |                           |  |  |                     |                     |
|  |                               |                               |          |                        |                           |                           |  |  |                     |                     |
|  | Italie                        | 7                             |          |                        |                           |                           |  |  |                     |                     |
|  | Italie                        | 7                             | Pays-Bas | 12                     |                           |                           |  |  |                     |                     |
|  | Russie                        | 17                            | Pays-Bas | 12                     |                           |                           |  |  |                     |                     |
|  | Russie                        | 17                            | Italie   | 18                     |                           |                           |  |  |                     |                     |
|  |                               |                               | Italie   | 18                     | Russie                    | 10 (7)                    |  |  |                     |                     |
|  |                               |                               |          |                        | Russie                    | 10 (7)                    |  |  |                     |                     |
|  |                               | Espagne                       | 10 (6)   |                        |                           |                           |  |  |                     |                     |
|  | Hongrie                       | Espagne                       | 10 (6)   | 5                      |                           |                           |  |  |                     |                     |
|  | Hongrie                       | Espagne                       | 9        | 5                      |                           |                           |  |  |                     |                     |
|  | Espagne                       | Espagne                       | 9        | 8                      |                           |                           |  |  |                     |                     |
|  | Espagne                       | Grèce                         | 6        | 8                      |                           |                           |  |  |                     |                     |
|  |                               | Grèce                         | 6        | Match pour la 3e place |                           |                           |  |  |                     |                     |
|  | Match pour la 5e place        |                               |          |                        |                           |                           |  |  |                     |                     |
|  |                               |                               |          |                        |                           |                           |  |  |                     |                     |
|  |                               |                               |          |                        |                           |                           |  |  |                     |                     |
|  | Pays-Bas                      | 9                             | Italie   | 7                      |                           |                           |  |  |                     |                     |
|  | Pays-Bas                      | 9                             | Italie   | 7                      |                           |                           |  |  |                     |                     |
|  | Hongrie                       | 10                            | Grèce    | 8                      |                           |                           |  |  |                     |                     |
|  | Hongrie                       | 10                            | Grèce    | 8                      |                           |                           |  |  |                     |                     |

### Place 7-12
|  | Quarts-de-finale 17 juin 2015 | Quarts-de-finale 17 juin 2015 |                 |          | Demi-finales 18 juin 2015 | Demi-finales 18 juin 2015 |  |  | 7e place 20 juin 2015 | 7e place 20 juin 2015 |
|  | Quarts-de-finale 17 juin 2015 | Quarts-de-finale 17 juin 2015 |                 |          | Demi-finales 18 juin 2015 | Demi-finales 18 juin 2015 |  |  | 7e place 20 juin 2015 | 7e place 20 juin 2015 |
|  |                               |                               |                 |          |                           |                           |  |  |                       |                       |
|  |                               |                               |                 |          |                           |                           |  |  |                       |                       |
|  |                               |                               |                 |          |                           |                           |  |  |                       |                       |
|  | Serbie                        | 6                             |                 |          |                           |                           |  |  |                       |                       |
|  | Serbie                        | 6                             | Grande-Bretagne | 3        |                           |                           |  |  |                       |                       |
|  | Slovaquie                     | 10                            | Grande-Bretagne | 3        |                           |                           |  |  |                       |                       |
|  | Slovaquie                     | 10                            | Serbie          | 11       |                           |                           |  |  |                       |                       |
|  |                               |                               | Serbie          | 11       | Slovaquie                 | 11                        |  |  |                       |                       |
|  |                               |                               |                 |          | Slovaquie                 | 11                        |  |  |                       |                       |
|  |                               | Allemagne                     | 13              |          |                           |                           |  |  |                       |                       |
|  | Israël                        | Allemagne                     | 13              | 7 (2)    |                           |                           |  |  |                       |                       |
|  | Israël                        | France                        | 8               | 7 (2)    |                           |                           |  |  |                       |                       |
|  | France                        | France                        | 8               | 7 (4)    |                           |                           |  |  |                       |                       |
|  | France                        | Allemagne                     | 10              | 7 (4)    |                           |                           |  |  |                       |                       |
|  |                               | Allemagne                     | 10              | 9e place |                           |                           |  |  |                       |                       |
|  | 11e place                     |                               |                 |          |                           |                           |  |  |                       |                       |
|  |                               |                               |                 |          |                           |                           |  |  |                       |                       |
|  |                               |                               |                 |          |                           |                           |  |  |                       |                       |
|  | Grande-Bretagne               | 10                            | Serbie          | 7        |                           |                           |  |  |                       |                       |
|  | Grande-Bretagne               | 10                            | Serbie          | 7        |                           |                           |  |  |                       |                       |
|  | Israël                        | 5                             | France          | 3        |                           |                           |  |  |                       |                       |
|  | Israël                        | 5                             | France          | 3        |                           |                           |  |  |                       |                       |

## Classement
| Place              | Équipe          | V-N-D |
| ------------------ | --------------- | ----- |
| Médaille d'or      | Russie          | 6-1-0 |
| Médaille d'argent  | Espagne         | 6-0-2 |
| Médaille de bronze | Grèce           | 5-0-2 |
| 4                  | Italie          | 4-1-3 |
| 5                  | Hongrie         | 5-0-2 |
| 6                  | Pays-Bas        | 4-0-3 |
| 7                  | Allemagne       | 4-0-3 |
| 8                  | Slovaquie       | 3-0-4 |
| 9                  | Serbie          | 2-0-6 |
| 10                 | France          | 2-0-6 |
| 11                 | Grande-Bretagne | 2-0-5 |
| 12                 | Israël          | 0-0-7 |